# Stryphnodendron consimile
Stryphnodendron consimile är en ärtväxtart som beskrevs av Charles Frédéric Martins. Stryphnodendron consimile ingår i släktet Stryphnodendron och familjen ärtväxter. Inga underarter finns listade i Catalogue of Life.